# 济北郡 (刘宋)
濟北郡，中國劉宋時設置的僑郡。

## 沿革
宋明帝泰始三年（467年），兗州濟北郡為北魏所攻佔。後以淮水兩岸的濟北郡流民僑置濟北郡，屬北兗州。無實土、領縣、治所，民戶散居在今江蘇省淮安市一帶。後土斷時廢。